# Phumosia dubiosa
Phumosia dubiosa är en tvåvingeart som först beskrevs av Villeneuve 1916.  Phumosia dubiosa ingår i släktet Phumosia och familjen spyflugor. Inga underarter finns listade i Catalogue of Life.